# José Agapito da Silva Carvalho
José Agapito da Silva Carvalho CvC • CvA • GOI foi um administrador colonial português.

## Biografia
Foi feito Cavaleiro da Ordem Militar de Cristo a 26 de Julho de 1928 e Cavaleiro da Ordem Militar de Avis a 18 de Janeiro de 1929,
Exerceu o cargo de Governador-Geral da Província de Angola entre 1947 e 11 de Junho de 1951, data a partir da qual Angola deixou de se denominar “Colónia” para passar a denominar-se “Província de Angola”, tendo já sobe esta nova denominação exercido o mesmo cargo entre 11 de Junho de 1951 e 1955. Foi antecedido por Fernando Falcão Pacheco Mena e sucedido por Manuel de Gusmão de Mascarenhas Gaivão.
A 23 de Junho de 1955 foi feito Grande-Oficial da Ordem do Império.